# Супонев, Евгений Козьмич
Евгений Козьмич Супонев (26 сентября 1939, Пушкин — 17 февраля 2008, Едимоново, Юрьево-Девичьевское сельское поселение, Конаковский район, Тверская область) — советский и российский актёр. Отец телеведущего Сергея Супонева.

## Биография
Евгений Супонев родился 26 сентября 1939 года в городе Пушкине, пригороде Ленинграда.
Отец — Козьма Григорьевич Супонев (1913—1942) — военный лётчик, 18 марта 1942 года погиб в бою, мать — Анна Никаноровна Супонева — домохозяйка, бабушка по матери — Татьяна Ионовна, была младшая сестра. Окончил Щукинское училище. Читал стихи на эстраде, писал стихи сам. В начале войны родилась сестра. Евгений с мамой и сестрой эвакуировался в деревню к бабушке Татьяне Ионовне в Воронежскую область. В школу до 7 класса ходил в соседнее село (17 километров). Окончил школу в Воронеже. Поступал во ВГИК, на экзамене по истории КПСС, неудачно помог Наталье Защипиной, подсунул ей под партой учебник, это заметила преподавательница, и его не приняли.
Во ВГИК из Ташкента приехала съёмочная группа фильма «Случай в пустыне» в поисках актёра, один из преподавателей посоветовал им абитуриента, Евгений Супонев был утверждён на главную роль и поехал сниматься в Ташкент. Евгений даже прибавил в росте, что удивило режиссёра Загида Сабитова, и после выхода на экраны этого фильма актёра узнал весь Советский Союз. Поступил в театральное училище имени Щукина, на курс Владимира Абрамовича Этуша, который на экзамене попросил Евгения изобразить тракториста, заводящего трактор, он легко выполнил задание. Учился вместе с Александром Белявским, Александром Збруевым, Людмилой Максаковой, Вениамином Смеховым, Юрием Авшаровым, Зиновием Высоковским.
Окончил училище в 1961 году, и был принят в труппу театра Сатиры, сыграл Уэсли («Четвёртый позвонок»), Муху («Лев Гурыч Синичкин»), Карла («Плутни Скапена»), Никешу («12 стульев»), Валерия («Ложь для узкого круга»), Виталика («Старая дева»), Алонзо («Дон Жуан и любовь к геометрии») и другие роли.
На одной из репетиций во время съёмок фильма, режиссёр Валентин Плучек позволил себе грубый выпад по отношению к актрисе Валентине Шарыкиной. Супонев, присутствовавший при этом, был возмущён таким обращением с женщиной и ударил Плучека табуреткой. Разразился скандал, в результате которого труппа театра разделилась на два лагеря. Одна была на стороне Супонева, другая — на стороне Плучека. В итоге победил режиссёр, и Супонев пустился на вольные хлеба. Жена Галина тоже осудила мужа за этот поступок в отношении Плучека и ушла от него.
Работал несколько лет в Московском театре миниатюр, потом в Московском филармоническом объединении, стал мастером художественного слова. Работал чтецом, 20 чтецких программ: «Лирика русских поэтов», «Анна Снегина» Есенина, «Граф Нулин» Пушкина, «Просто стихи» и других. Евгений Супонев написал много стихов, выпустил 3 сборника (последний «Я в этой жизни — не прохожий» издан за год до смерти в 2007 году). На некоторые из них были написаны песни «Храните, люди, шар земной», «Москва», «Речка-речица» и другие. В 1990 году на его стихи была записана и выпущена песня «Звёздный час» (музыка Юрия Мартынова, исполняет Аурика Ротару).
8 декабря 2001 погиб сын Сергей, после этого у Евгения было два инфаркта и инсульт.
Скончался на 69-м году жизни 17 февраля 2008 года в деревне Едимоново от одновременного инсульта и инфаркта. Похоронен на кладбище деревни Едимоново Конаковского района Тверской области.

## Награды
- Заслуженный артист России (1999).
- Лауреат литературной премии «Хрустальный глобус»[1].

## Семья
- Первая жена — Галина Владимировна Куликова (род. 17 мая 1941), пианистка оркестра Московского академического театра сатиры. 
  - Сын — Сергей Супонев (28 января 1963 — 8 декабря 2001) — журналист, телеведущий.
    - Внук — Кирилл Супонев (19 апреля 1984 — 27 сентября 2013) с раннего возраста работал на телевидении (был ведущим передачи «Возможно всё» под псевдонимом Кирилл Венопус), окончил журфак МГИМО, играл на ударных в группе «Ромео должен умереть». Покончил жизнь самоубийством.
    - Внучка — Полина (род. 16 декабря 2000 года).
- Вторая жена (с 1970-х — 2008) — Ольга Краева (Самсонова) (род. 1940), радиожурналистка, комментатор радиостанции «Маяк»[2][3].

## Фильмография
- 1957 — Случай в пустыне — Костя
- 1962 — Яблоко раздора — Макар, сын председателя колхоза
- 1963 — Секретарь обкома — Кукушкин
- 1968 — И снова май! — приятель «блондина»
- 1969 — Солдаты в синих шинелях (фильм-спектакль) — следователь Стрепетов, следователь — главная роль
- 1970 — Судьба резидента — эпизод [1—2 серии]
- 1971 — Офицеры — раненый, возглавивший оборону поезда
- 1971 — Русалка (фильм-спектакль)
- 1985 — Битва за Москву — маршал Мерецков
- 1987 — Визит к Минотавру — заместитель министра лёгкой промышленности
- 1993 — Желание любви — главный инженер
- 2005 — Рублёвка Live